# Odboje čp. 84 (Kamenický Šenov)
V hlubokém údolí v dolní partii Kamenického Šenova pod nevýrazným vrchem s kostelem narození svatého Jana Křtitele se na pravém břehu Šenovského potoka u silničního mostku nachází v ulici Odboje roubená venkovská usedlost – trojkřídlý komplex budov (objekt čp. 391, spojovací budova, objekt čp. 84) – označovaný v památkovém katalogu souhrnným názvem Odboje čp. 84 (Kamenický Šenov). Jedná se o bývalý hostinec U Ryšánků (místními též nazývaný Ryšánkova hospoda; dříve označovaný jako Schloss Pillnitz) nacházející se v Libereckém kraji v okrese Česká Lípa v dolní části města Kamenický Šenov.

## Historie
Areál bývalé krčmy “U Ryšánků” je venkovská usedlost pocházející v jádru z poloviny 18. století. Stavba je zmiňována již v roce 1772. Tehdy byl majitelem objektu jeden ze členů rodiny Zahnů – obchodník se sklem Bartoloměj Zahn (* 1748). Stavení jako takové po několik století souviselo s obchodem se sklem. Původní firmu Bartholome & Sohn převzal jeho zeť Anton Vogel. V 19. století tady měla sídlo firma Josefa Kreibicha, která obchodovala se sklem. Kreibich vedl pobočný prodejní sklad v Sasku u zámku Pillnitz a jeho firma prosperovala až do roku 1944.

## Památková ochrana
Areál domu čp. 84 prošel v průběhu let delším stavebním vývojem. Od 20. ledna 1965 požívá celý areál (jedná se o nejen o dům čp. 84, ale i o přilehlý roubený dům čp. 391, který sloužil jako výměnek (vejminek)) státní památkové ochrany neboť představuje velmi cenný a dobře dochovaný doklad nejen o vývoji venkovského stavitelství, ale i o venkovském způsobu života.

## Sochy
Vedle domu čp. 391 hned u silničního mostku přes Šenovský potok stojí barokní mariánská socha Panny Marie, dříve mylně označována jako socha svaté Anny z roku 1735 od markvartického sochaře Jana Václava Fügera zhotovená na objednávku obchodníka se sklem Georga Josefa Zahna v rámci širší kompozice sestávající z dalších několika soch. Společně s touto sochou stávalo na stejném břehu Šenovského potoka u téhož můstku (jen naproti Panně Marii „přes silnici“) až do velké povodně v roce 1948, kdy bylo strženo vodou, sousoší „Ukřižování“ zpodobňující Krista na kříži. Toto sousoší nechal vybudovat také v roce 1735 obchodník se sklem G. J. Zahn a jeho autorem je sochař Wenzel Füger z Markvartic.

## Popis areálu
Popis trojkřídlého komplexu budov zhotovili I. a V. Jirousovi a pochází z roku 1967, kdy vlastníkem objektu byl Jaroslav Ryšánek.

Roubenky a prostor mezi nimi
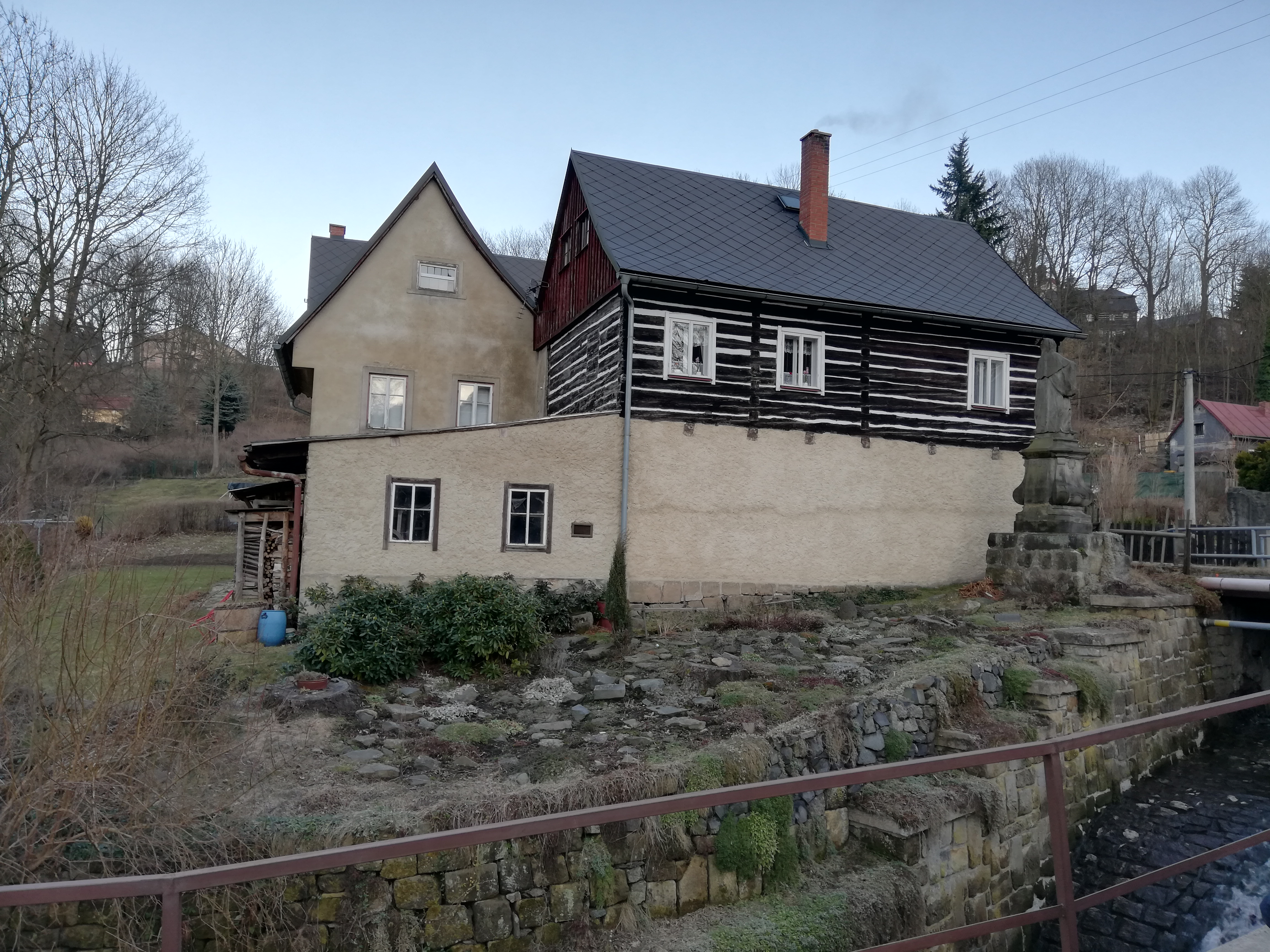
Levé křídlo (čp. 391)
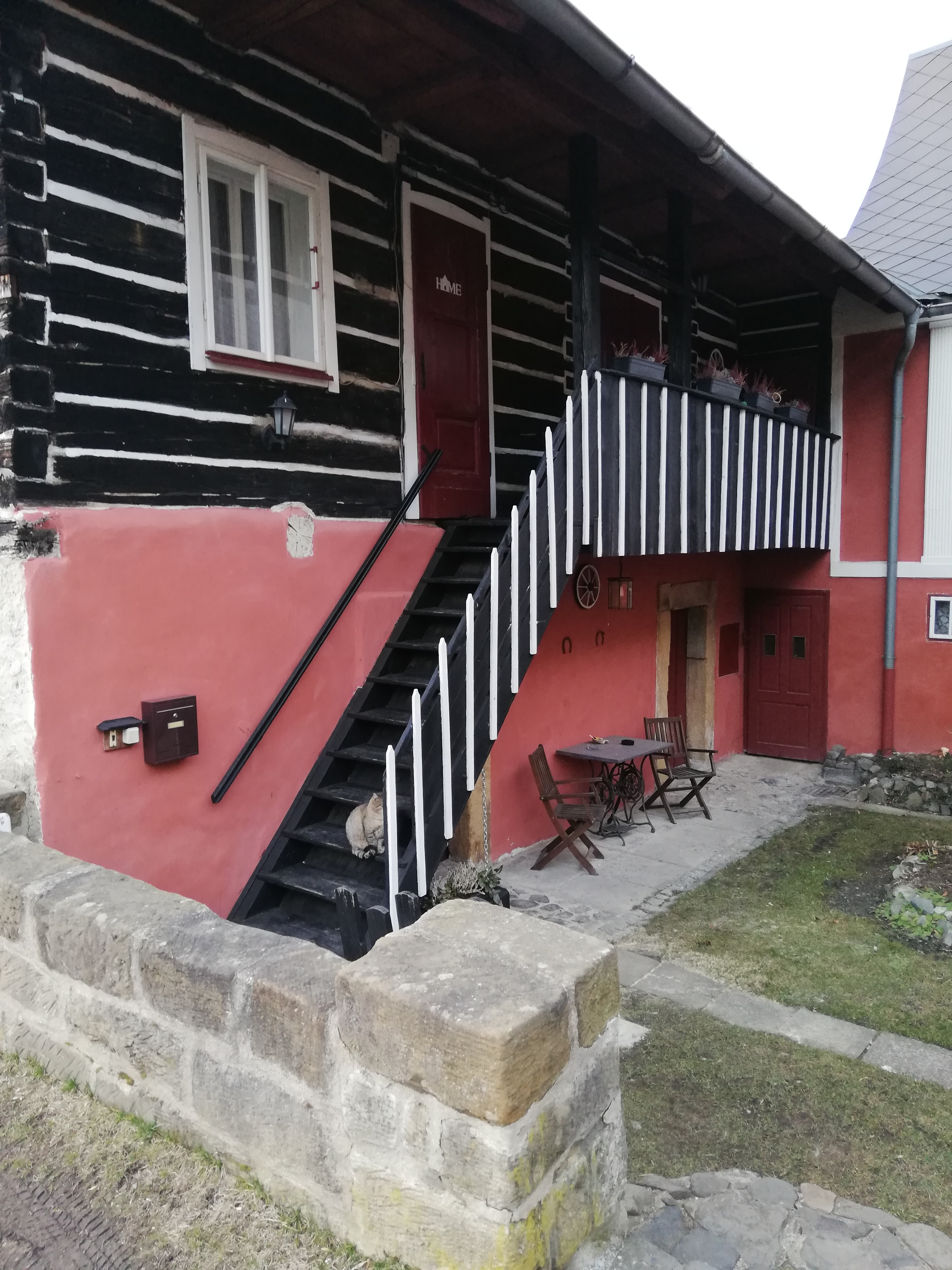
Schodiště ze dvora do patra levého křídla
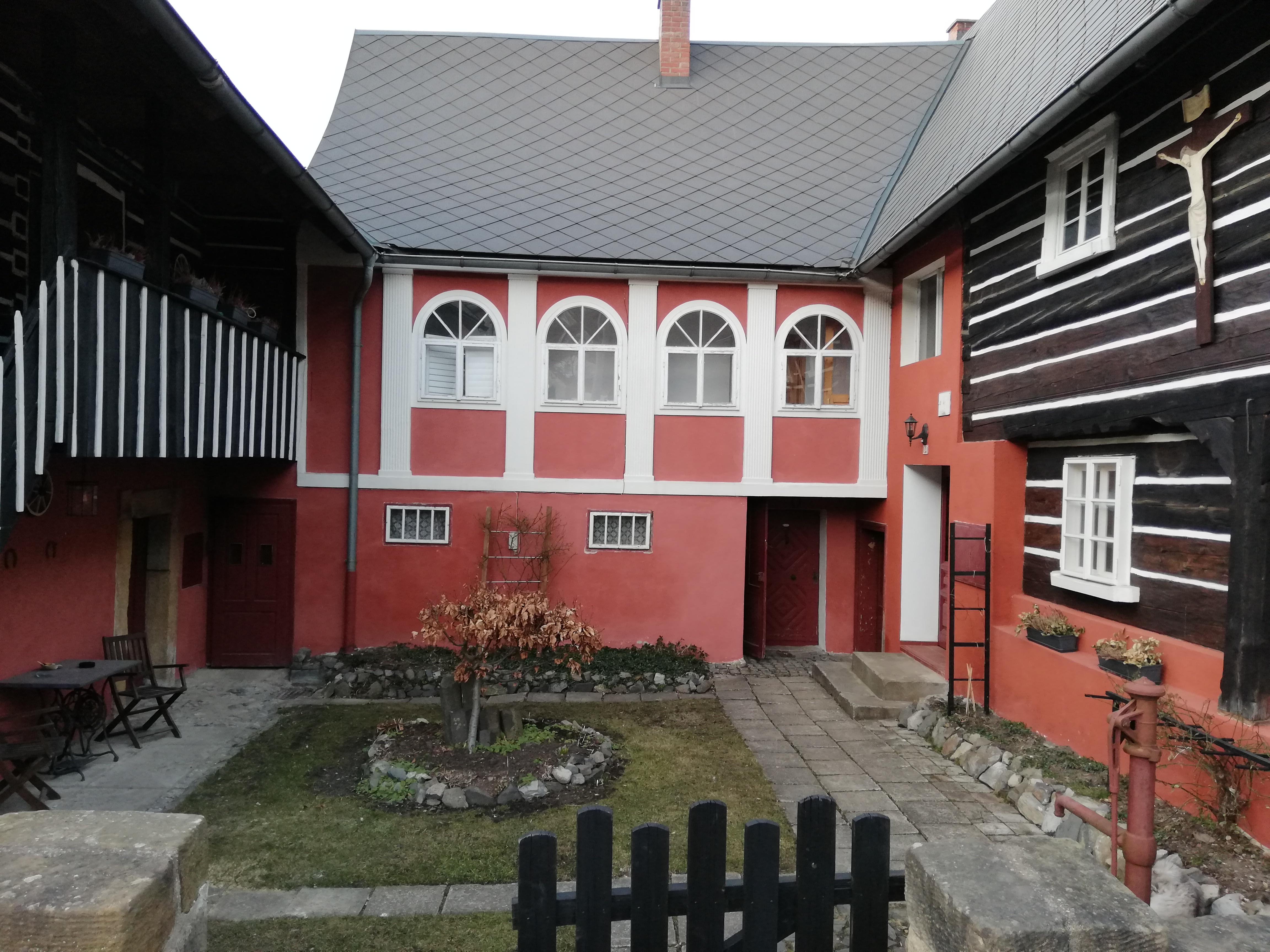
Spojovací budova
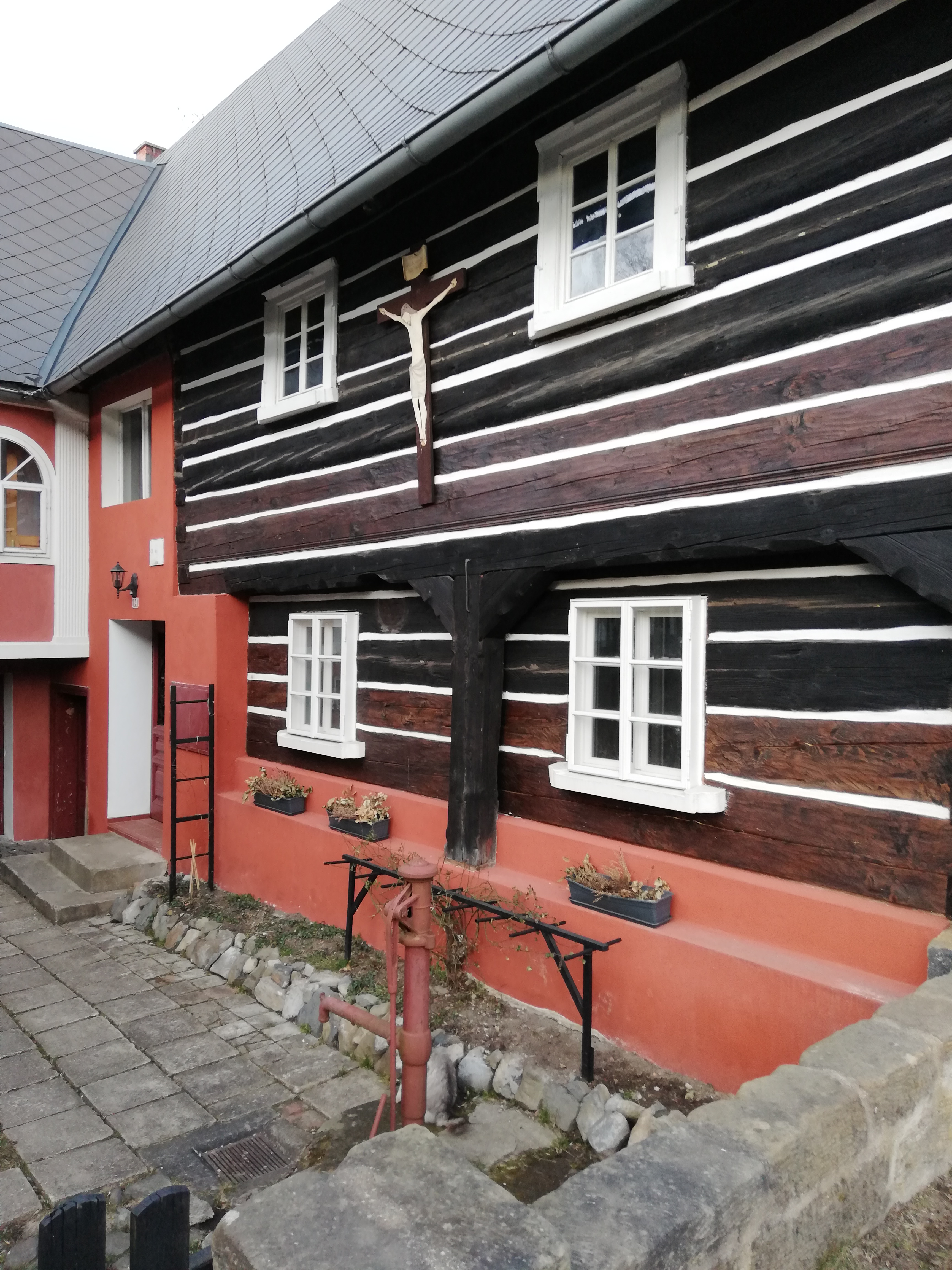
Vchod ze dvora do přízemí pravého křídla
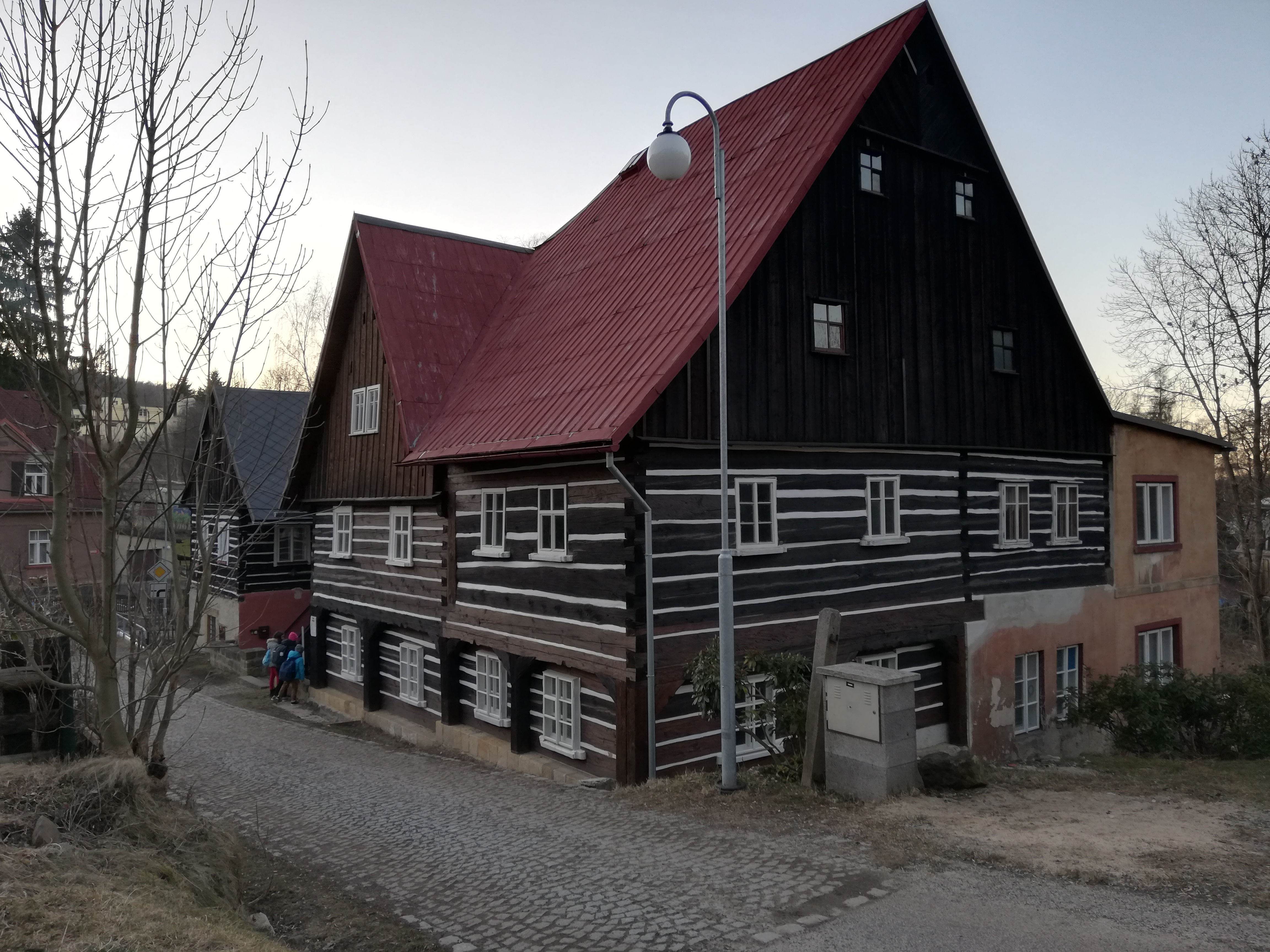
Pravé křídlo (čp. 84)

### Střední (spojovací budova)
Střední budova komplexu je zděná, patrová se sedlovou střechou krytou plechem. Byla vybudována na půdorysu obdélníku. V patře se nacházejí 4 okna směřující do prostoru dvora (do ulice Odboje). Mezi okny vystupují mělce z povrchu omítky tři pilastry s nevýraznými patkami a hlavicemi, další dva identické pilastry jsou na okrajích krajních oken. Okna sama jsou ve svých horních částech půlkruhovitě uzavřena. Všech pět pilastrů je spojeno v dolní části do společného soklu a v horní části jsou vetknuty do společného kladí. Stropy této střední (spojovací) budovy jsou trámové, ale v místech, kde byla část budovy přestavěna jsou již místnosti s plochými stropy. V patře se nachází jedna místnost, která má na stropě štukovou výzdobu ve tvaru zrcadla.

### Levé křídlo (čp. 391)
Levé křídlo komplexu je tvořeno v přízemí zděnou, v patře roubenou budovou. Ta je vystavena na obdélníkovém půdorysu a má sedlovou střechu krytou plechem. Průčelí budovy disponuje v roubeném patře dvojicí obdélných, světle orámovaných oken. Nad nimi se klene tmavý svisle bedněný štít s mírně vystupujícími lištami. Podélná stěna směřující do dvora je opatřena dřevěným schodištěm vedoucím do patra na pavlač. V patře nad pavlačovými schody je obdélné okno, v místě, kde končí dřevěné schody na pavlač jsou dveře a na samém konci pavlače je pak druhé obdélné okno. V přízemí této budovy jsou valené klenby.

### Pravé křídlo (čp. 84)
Pravé křídlo komplexu má dvě pod-části: vlastní budovu a k ní přiléhající přístavek.

#### Budova pravého křídla
Pravé křídlo komplexu je tvořeno cele roubenou patrovou budovou opatřenou sedlovou střechou opět krytou plechem. Průčelí budovy má dvě okenní osy, v přízemí dvojice tence orámovaných obdélných oken, v patře nad nimi pár šířeji orámovaných, rovněž obdélných oken. Tmavý štít, klenoucí se nad patrem je svisle bedněný s mírně vystupujícími lištami. Přízemí této budovy je vybaveno podstávkou. Podélná stěna pravého křídla směřující do dvora (kolmo na ulici Odboje) disponuje třemi okenními osami. Osa nacházející se nejblíže ke střední (spojovací) budově je v přízemí i v patře zděná; v přízemí obsahuje dveře, v patře pak obdélné okno. Roubené přízemí obsahuje rovněž podstávku. V roubeném patře nad nimi se nachází (v prostoru mezi druhou a třetí okenní osou) dřevěná barokní plastika ukřižovaného Ježíše Krista.

#### Přístavek pravého křídla
K pravému křídlu vlastní budovy přiléhá z pravé strany (při pohledu z ulice Odboje) patrový, cele roubený přístavek se dvěma okenními osami (dvě obdélná okna v přízemí + 2 identická v patře). Přístavek má v přízemí rovněž podstávku.

Budova a její okolí na dobových snímcích
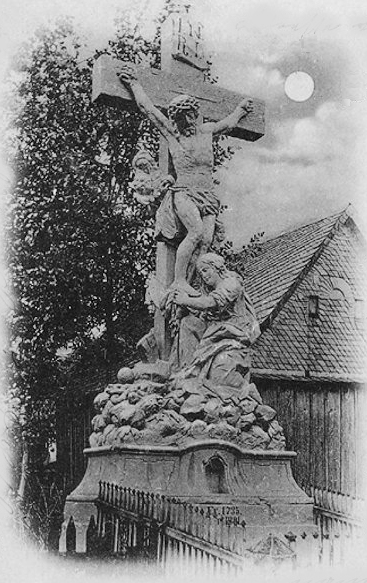
Barokní sousoší Ukřižovaný z roku 1735 (kolem roku 1900)
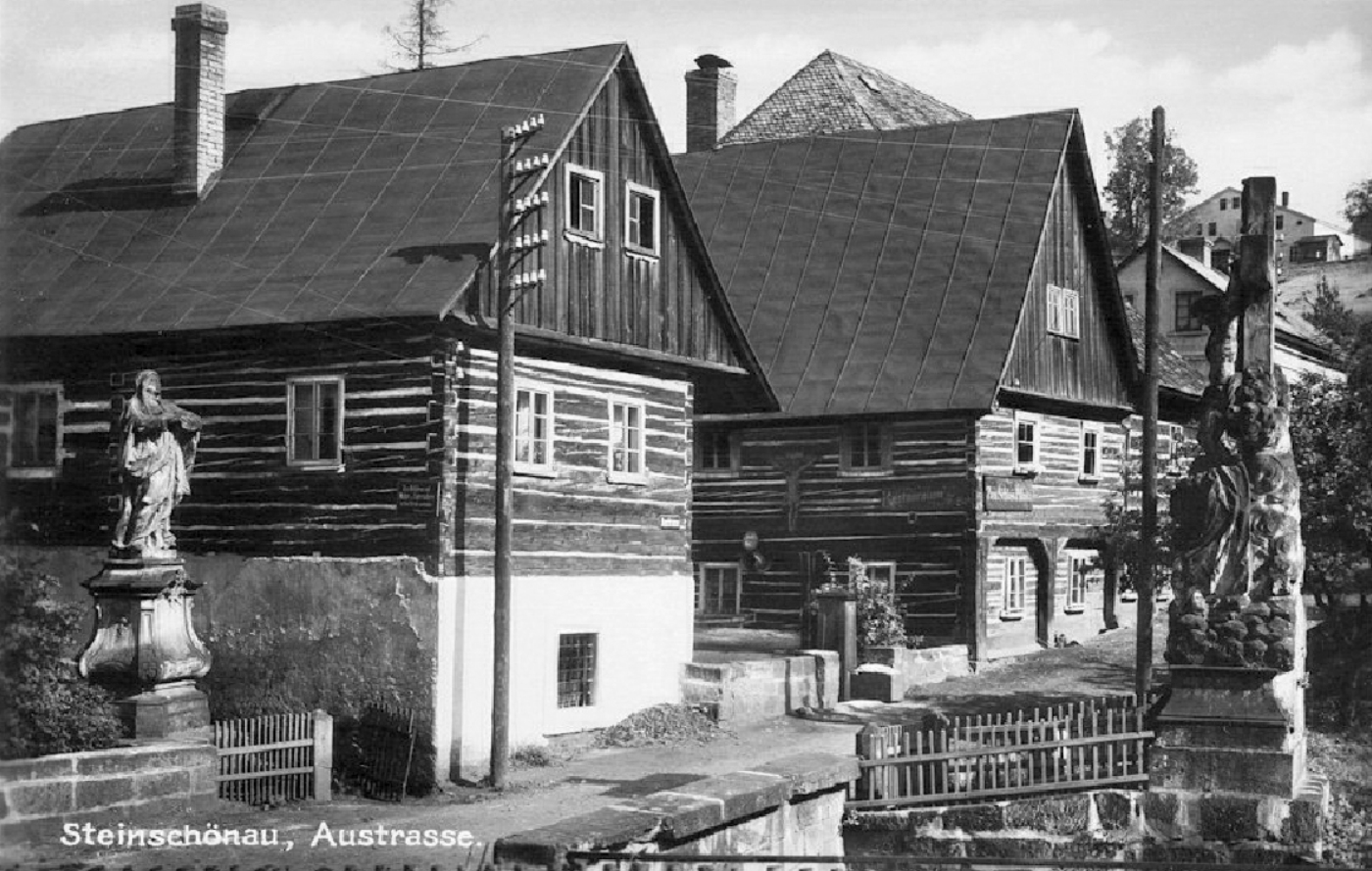
Na pohlednici z roku 1927 jsou i obě barokní sochy z roku 1735
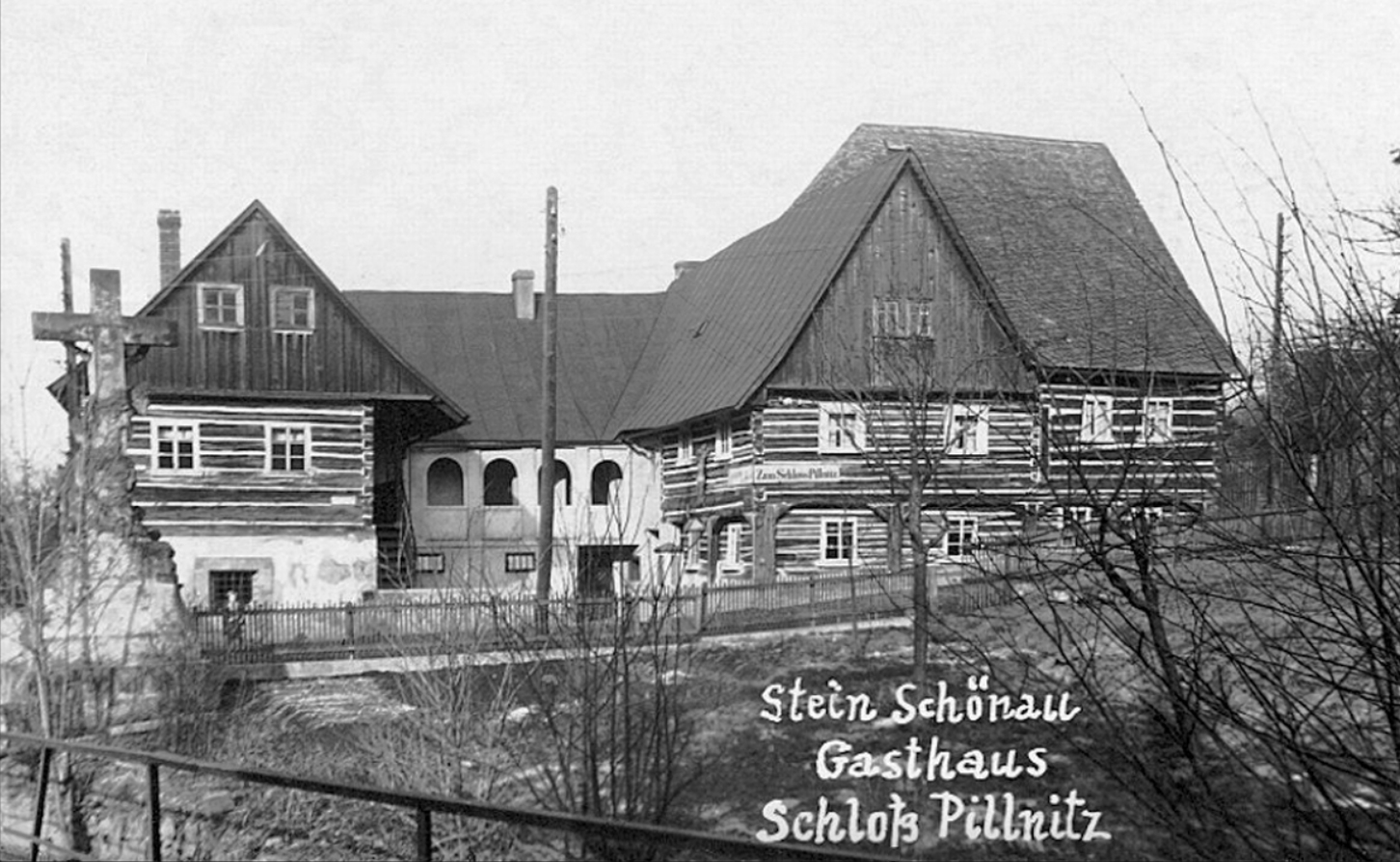
Jako hostinec Schloss Pillnitz za druhé světové války
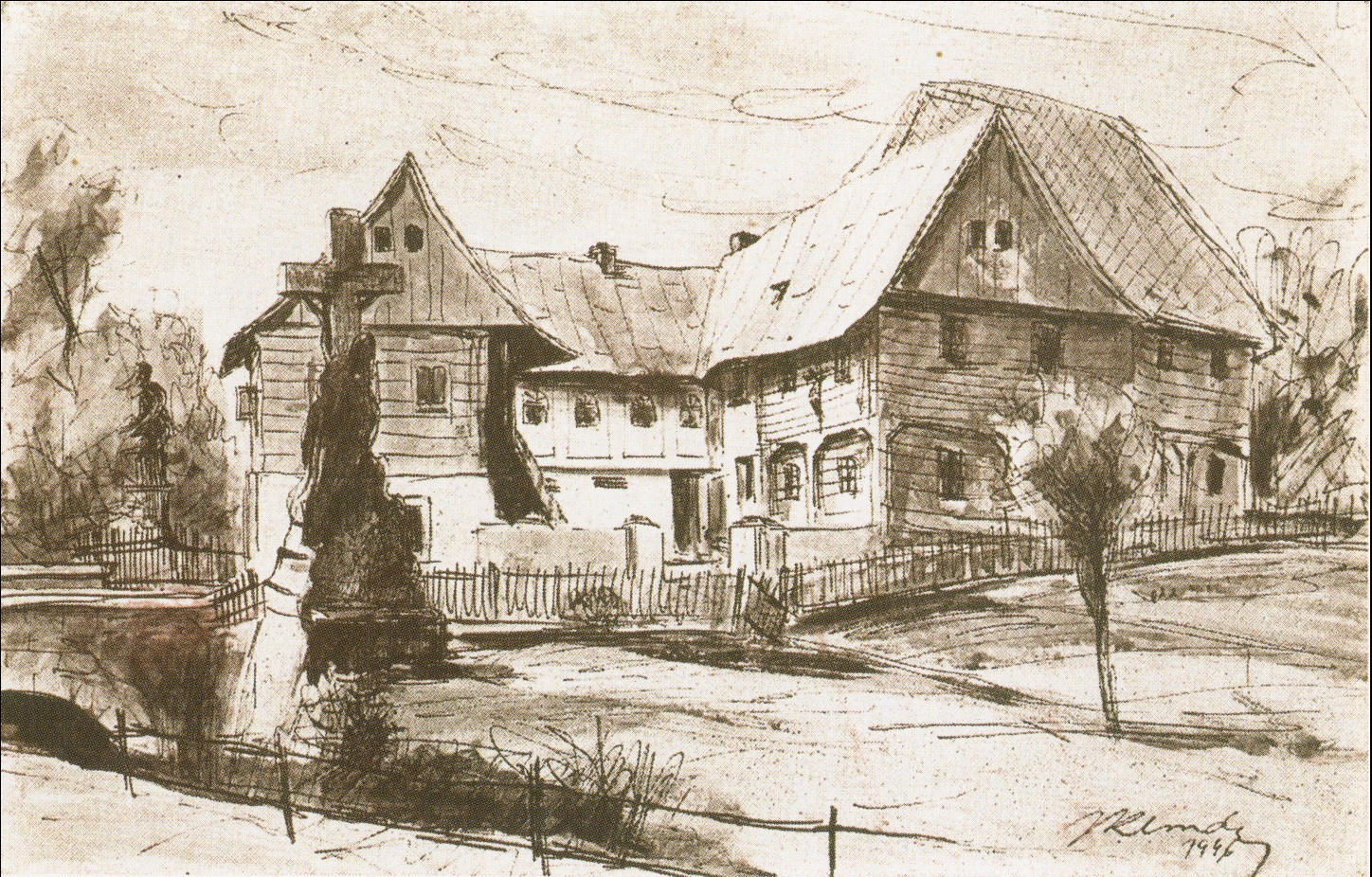
Na kombinované malbě datované rokem 1946
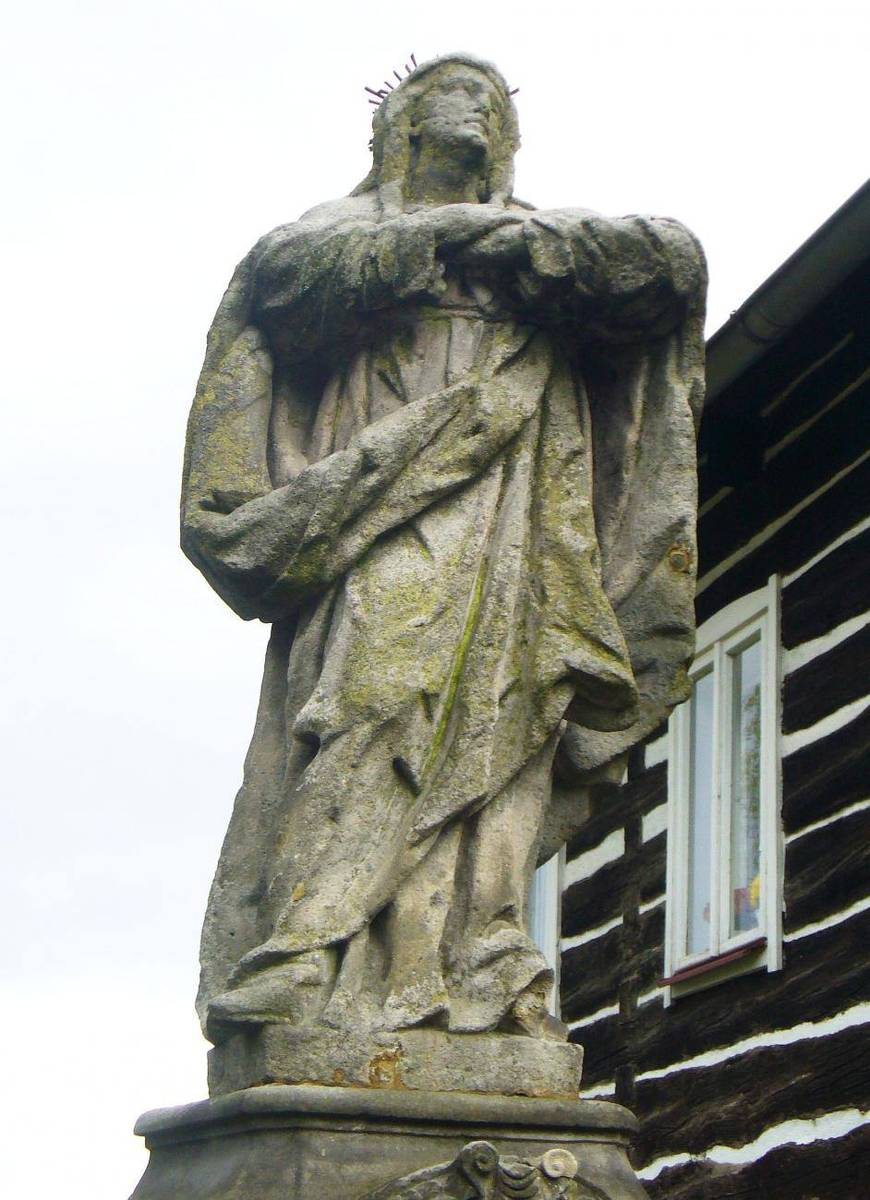
Barokní socha Panny Marie z roku 1735